# Österreichisches Biographisches Lexikon
Österreichisches Biographisches Lexikon (ÖBL) – wielotomowe kompendium biograficzne w języku niemieckim, wydawane przez Austriacką Akademię Nauk. 

## Historia
Österreichisches Biographisches Lexikon kontynuuje tradycje 60-tomowego słownika biograficznego Bibliographisches Lexikon des Kaisertums Osterreich autorstwa Constantina von Wurzbacha (1818–1893), który ukazał się w latach 1856–1891 . Pierwsze próby kontynuacji dzieła Wurzbacha podjęto w okresie I wojny światowej, lecz dopiero po II wojnie światowej powołano specjalną komisję w Austriackiej Akademii Nauk dla przygotowania nowego leksykonu . Komisja ds. Rozwoju Austriackiego Leksykonu Biograficznego (niem. Kommission für die Ausarbeitung eines Österreichischen Biographischen Lexikons) rozpoczęła działalność w 1946 roku i zaczęła opracowywać dane biograficzne zebrane przez wydawnictwo „Amalthea” . W 1994 roku komisja została przekształcona w Instytut „Austriacki Leksykon Biograficzny i Dokumentacja Biograficzna” (niem. Institut „Österreichisches Biographisches Lexikon und biographische Dokumentation”), który od 2013 roku został włączony do Instytutu Badań nad Historią Współczesną i Nowożytną (niem. Institut für Neuzeit- und Zeitgeschichtsforschung) .
Leksykon gromadzi biografie ważnych osobistości z całego obszaru byłej monarchii austro-węgierskiej, Republiki Austriackiej i Austrii, które żyły lub pracowały w latach 1815–1950 .
Od 2004 roku leksykon ma wydanie on-line . Od 2009 roku wydanie on-line jest objęte wolnym dostępem . W 2011 roku wprowadzono za odpłatnością wersję on-line premium (niem. Premiumversion), która oferuje dodatkowe opcje wyszukiwania, grafiki i linki do dalszych informacji .  

## Leksykon
Dotychczas ukazało się drukiem 15 tomów leksykonu:
- Tom  1 (Aarau Friedrich – Gläser Franz), 1957 (2. wydanie niezmienione 1993, ISBN 3-7001-1327-7)
- Tom  2 (Glaessner Arthur – Hübl Harald H.), 1959 (2. wydanie niezmienione 1993, ISBN 3-7001-1328-5)
- Tom  3 (Hübl Heinrich – Knoller Richard), 1965 (2. wydanie niezmienione 1993, ISBN 3-7001-1329-3)
- Tom  4 (Knolz Joseph J. – Lange Wilhelm), 1969 (2. wydanie niezmienione 1993, ISBN 3-7001-2145-8)
- Tom  5 (Lange v. Burgenkron Emil – [Maier] Simon Martin), 1972 (2. wydanie niezmienione 1993, ISBN 3-7001-2146-6)
- Tom 6 ([Maier] Stefan – Musger August), 1975, ISBN 3-7001-1332-3
- Tom  7 (Musić August–Petra – Petrescu Nicolae), 1978, ISBN 3-7001-2142-3
- Tom  8 (Petračić Franjo – Ražun Matej), 1983, ISBN 3-7001-0615-7
- Tom  9 (Rázus Martin – Savić Šarko), 1988, ISBN 3-7001-1483-4
- Tom 10 (Saviňek Slavko – Schobert Ernst), 1994 (2. wydanie niezmienione 1999, ISBN 3-7001-2186-5)
- Tom 11 (Schoblik Friedrich – [Schwarz] Ludwig Franz), 1999, ISBN 3-7001-2803-7
- Tom 12 ([Schwarz] Marie – Spannagel Rudolf), 2005, ISBN 3-7001-3580-7
- Tom 13 (Spanner Anton Carl – Stulli Gioachino), 2010, ISBN 978-3-7001-6963-5
- Tom 14 (Stulli Luca – Tůma Karel), 2015, ISBN 978-3-7001-7794-4
- Tom 15 (Tumlirz Karl – Warchalowski August), 2018, ISBN 978-3-7001-8383-9

Od 2016 roku na jeden tom składają się 3 zeszyty (wcześniej 4, dawniej 5) . Od 2016 roku wydano 4 zeszyty:
- 67. Zeszyt (Tumlirz Karl – Valentinotti Stefan), 2016, ISBN 978-3-7001-7965-8
- 68. Zeszyt (Valentinotti Stefan – Vogel von Frommanshausen Karl), 2017, ISBN 978-3-7001-8181-1
- 69. Zeszyt (Vogelsang Karl Emil – Warchalowski August), 2018, ISBN 978-3-7001-8382-2
- 70. Zeszyt (Warchalowski Jakob – Wettel Franz Julius), 2019, ISBN 978-3-7001-8610-6

Do 2019 roku opublikowano ponad 19 000 biografii obejmujących od „A” do „Wet” . Na 2022 rok planowane jest wydanie ostatniego 16. tomu .